# الهجوم على مركز التسوق في كريمنشوك
في 27 يونيو 2022 أطلقت القوات المسلحة للاتحاد الروسي صاروخين مضادان للسفن من طراز كيه إتش-22 على وسط مدينة كريمنشوك، بولتافا أوبلاست. أدى الهجوم إلى مقتل 20 شخص على الأقل وإصابة ما لا يقل عن 56 شخص.